# Calefactorio

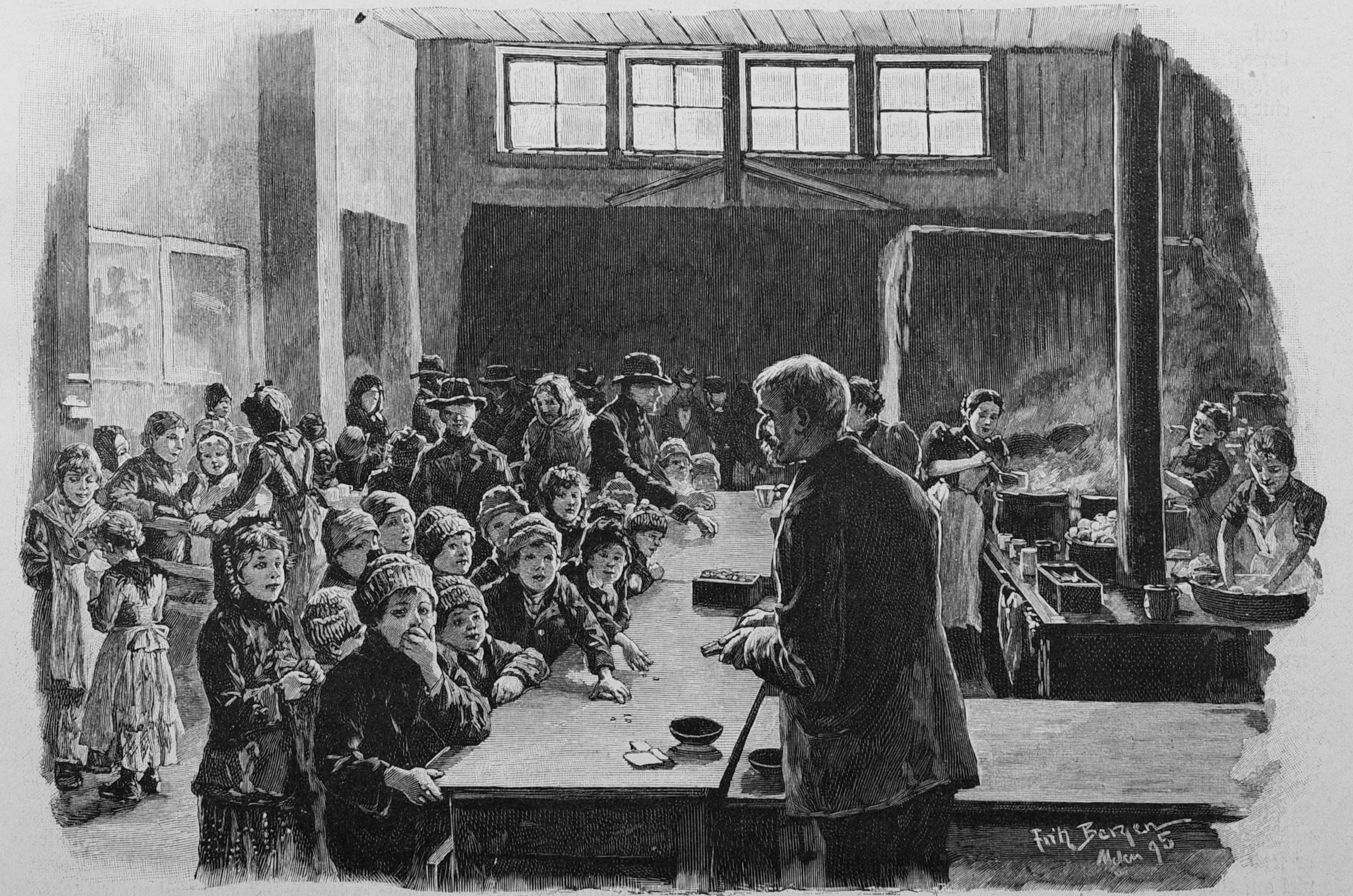
caption: "Die neue Wärmstube in München: im Frauenraum. Nach dem Leben gezeichnet von Fritz Bergen."

El calefactorio (denominado también en latín calefactorium - calefactorĭus- ) era una estancia dedicada en los monasterios a calentar a los monjes en los meses fríos del año. Debido a las características de la sala, se solía ubicar cerca de los locutorios o de las salas de monjes para que los monjes pudieran aprovechar su calor. A veces, debido al aprovechamiento de las fuentes de calor procedentes de la cocina, se solían ubicar en las inmediaciones de la misma. El calefactorium estaba dotado de una chimenea por el que se desalojaban los humos de la combustión. No había sistemas de inter-comunicación de calor, y por lo tanto los monjes que necesitaban calor tenían que acudir al calefactorium. En la secuencia constructiva de la arquitectura cisterciense, el espacio dedicado al calefactorium era posterior a la sala capitular o la iglesia, comunicando en cualquier caso con el claustro. Se solía ubicar este espacio caliente en las plantas bajas de los monasterios.    